# جون دبليو. لان
جون دبليو. لان (بالإنجليزية: John W. Lane)‏ هو سياسي أمريكي، ولد في 22 فبراير 1835 في كنتاكي في الولايات المتحدة، وتوفي في 16 سبتمبر 1888 في دالاس في الولايات المتحدة. حزبياً، نشط في الحزب الديمقراطي. وقد انتخب عضو مجلس ولاية تكساس.